# Xiphocaris gomezi
Xiphocaris gomezi is een garnalensoort uit de familie van de Xiphocarididae. De wetenschappelijke naam van de soort is voor het eerst geldig gepubliceerd in 1993 door Juarrero de Varona.